# Râle de Madagascar
Rallus madagascariensis
Espèce
Statut de conservation UICN

 VU C2a(i) : Vulnérable
Le Râle de Madagascar (Rallus madagascariensis) est une espèce d'oiseaux de la famille des Rallidae.

## Répartition
Cet oiseau est endémique d l'est de Madagascar.

## Taxinomie
Selon le Congrès ornithologique international et Alan P. Peterson, aucune sous-espèce n'est distinguée,.